# Lacoste (Vaucluse)
Lacoste is een gemeente in het Franse departement Vaucluse (regio Provence-Alpes-Côte d'Azur) en telt 408 inwoners (1999). De plaats maakt deel uit van het arrondissement Apt.
De bekendste inwoner van Lacoste was de beruchte Markies de Sade, die hier in de 18e eeuw in zijn kasteel resideerde. Het kasteel werd in 1792 tijdens een oproer verwoest. De ruïnes van het kasteel werden in 2000 gekocht door Pierre Cardin, die er sindsdien in de zomer een muziekfestival laat plaatsvinden. Cardin kocht ook diverse huizen in het dorp en liet die opknappen.
In 1958 was de Amerikaanse schilder Bernard Pfriem hem daar al in voorgegaan. Hij kocht diverse huizen in het dorp, dat vlak na de oorlog nog maar een dertigtal stemgerechtigden kende, en knapte ze op. In 1970 begon hij de Lacoste School of The Arts. In 2002 werden alle 31 gebouwen hiervan overgenomen door het Savannah College of Art and Design uit Georgia.

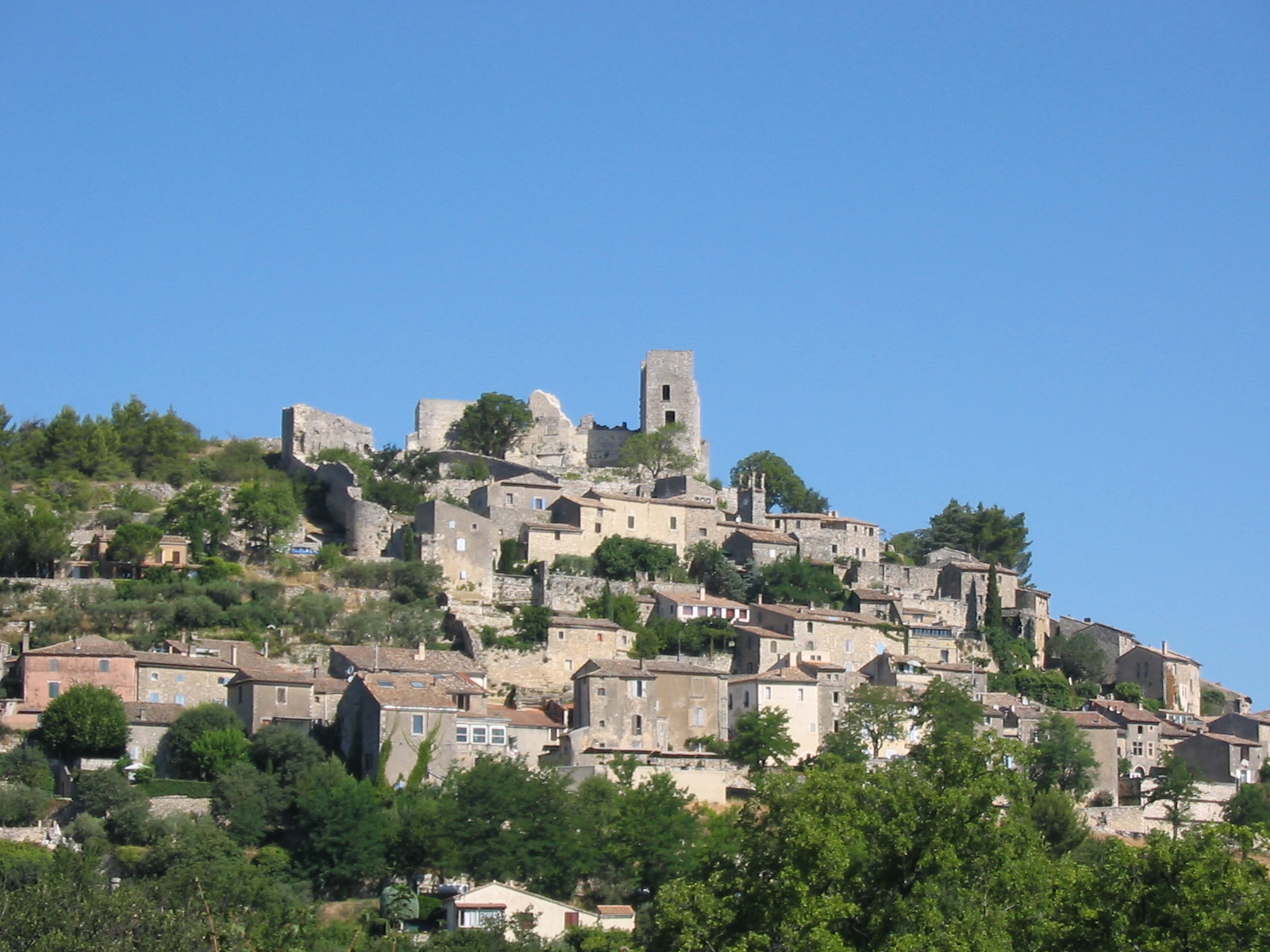
Zicht op Lacoste, het kasteel van Markies de Sade in het midden.

## Geografie
De oppervlakte van Lacoste bedraagt 10,6 km², de bevolkingsdichtheid is 38,5 inwoners per km².
De onderstaande kaart toont de ligging van Lacoste (Vaucluse) met de belangrijkste infrastructuur en aangrenzende gemeenten.

## Demografie
Onderstaande figuur toont het verloop van het inwonertal (bron: INSEE-tellingen).